# カラノス (マケドニア王)
カラノス（希：Κάρανος, ラテン文字転記：CaranosあるいはKaranos、在位：紀元前808年 - 紀元前778年）はマケドニア王国の最初の王で、アルゲアデス朝の始祖とされている伝説的な王である。ただし、ヘロドトスは最初の王はペルディッカス1世であるとしている（ヘロドトス、V、22）。
ギリシア神話によると、カラノスはテメノスの息子の一人である。テメノスは兄弟のクレスポンテスとアリストデモスと共にミュケナイ人のペロポネソス地方へ侵入（ヘラクレイダイの帰還伝説）を指導したヘラクレスの曾孫の一人である。彼らは占領地を分け合い、クレスポンテスはメッセニア、アリストデモスはスパルタ、テメノスはアルゴスを得た。
テメノスの死後、子供たちの間で次の王位をめぐって議論が起こり、その中のペイドンが兄弟たちを破り、王位に就いた。一方、カラノスは自分の王国をどこかに建設しようとし、デルポイの神託での山羊を導き手にして王国を手に入れよという予言をもとに北に進んだ。彼は豪雨と霧に乗じてエデッサを占領し、アイガイと名を改め、（今日のヴェルギナ）そこを首都としてマケドニア王国を建国した（ユスティヌス, VII, 1）。
また、エウセビオスの『クロニコン』によれば、「その時オレスタイの王は隣国のエオルダイアとの戦争中で、そして彼はカラノスに彼を助けを求め、もしオレスタイが勝利すればお返しに彼に領地の半分を与えると約束した。王は約束を守り、そしてカラノスは領地の所有権を得て、彼は老いで死ぬまで30年の間統治した。彼［の王位］は28年間王位にあった彼の子のコイノスによって受け継がれた」（引用文は英語版ウィキペディアの引用から翻訳）。